# Baliangao
Baliangao ist eine philippinische Stadtgemeinde in der Provinz Misamis Occidental. Sie hat 17.092 Einwohner (Zensus 1. August 2015).

## Baranggays
Baliangao ist politisch in 15 Baranggays unterteilt.
- Del Pilar
- Landing
- Lumipac
- Lusot
- Mabini
- Magsaysay
- Misom
- Mitacas
- Naburos
- Northern Poblacion
- Punta Miray
- Punta Sulong
- Sinian
- Southern Poblacion
- Tugas